# Perser (kat)
 For alternative betydninger, se Perser. (Se også artikler, som begynder med Perser)
Perserkatten (persisk: گربه ایرانی) er en langhåret katterace karakteriseret ved dets runde hoved og flade næse. Det er en af de ældste avlede katteracer i verden og indtil for nylig mente man, at racen, som navnet antyder, oprindeligt stammer fra Persien (Iran). Men i august 2014 blev der på den 10. verdenskongrens for husdyrproduktion (WCGALP Arkiveret 21. august 2019 hos  Wayback Machine) fremvist et studie fra University of Michigan, som viste et slægtskab med den russiske huskat. Perserens indtog i Europa krediteres til italieneren Pietro Della Valle.

## Sort perser
Selvom denne race har en usædvanlig historie, der strækker sig tilbage til det 16. århundrede, og skønt den var en af de første katte, der fik officiel anerkendelse, er den sorte perser et relativt sjældent dyr. Problemerne med at skabe en fuldstændig sort, uden spor af rust eller smoke, har gjort pragteksemplarer meget dyre. Pelsen kræver særlig pleje og opmærksomhed: Damp kan give pelsen et brunligt skær, og for meget sol vil ofte blege farven. Den sorte perser udgør en loyal og hengiven ven, selvom den kan være mistænksom overfor fremmede. Den siges at være mere livlig end dens hvide modpart.[kilde mangler]

### Historie
Tidligere sorte persere udviste ofte angoratræk, som nu er blevet succesfuldt udavlet. 2. Verdenskrig afbrød avlsprogrammer i Europa, men ikke i USA, hvor en sort perser er blevet kåret til "Årets Kat" tre gange.
- Wikimedia Commons har flere filer relateret til Perser (kat)

| Dyr | Spire Denne artikel om dyr er en spire som bør udbygges. Du er velkommen til at hjælpe Wikipedia ved at udvide den. |